# نیکوس لیبروپولوس
نیکوس لیبروپولوس (به یونانی: Νίκος Λυμπερόπουλος) (زادهٔ ۴ اوت ۱۹۷۵) بازیکن فوتبال اهل کشور یونان است.
وی برای تیم ملی یونان ۷۶ بازی انجام داده و ۱۳ گل به ثمر رسانده‌است. پست تخصصی این بازیکن نیز، مهاجم است.